# 議會制
議會制又稱內閣制、議會民主制（英語：Parliamentary system），是一種政治制度，特點是「議會至上」，政府首脑（總理或首相）權力來自議會，授權有兩種途徑：第一是議會改選後的多數議席支持，第二是政府首腦贏得議會的信任投票。因此，所屬政党未能贏得議會大選的政府首腦連同其內閣必須提出辭職，而未能通過議會信任投票的政府首腦，連同其內閣也必須辭職，由議會席位居多數的黨派中協商選舉產生新的首腦與內閣。議會制下的政府融合行政權與立法權（fusion of powers），確保其所領導的政府具民意基礎。

## 概述
在採用這種政治體制的國家中，立法机构與行政機關並不完全分立。议会是国家权力的中心。議會民主制一般實行於民主國家，因此存在著多個參加議會選舉的政黨。議會內閣制的政府首脑（head of government）與國家元首（head of state）分開，其國家元首通常是象徵性元首，儀式性職務，不享有實際的行政權，其权力一般仅限于任命议会中的多数党领袖或者多党政治联盟领袖担任政府总理。少數議會制國家有民選總統的產生（如愛爾蘭、冰島、新加坡），總統有部分職責如任命總理（需議會同意）與處理國防與外交事務。
議會制下的行政中樞為政府的內閣，由政府首腦（即閣揆，名稱或為总理、首相、委員長、部長會議主席、第一大臣、内閣總理大臣等）領導。閣揆及全體閣員，一般也是從議會議員中產生，並在任職後保留議會中的議席，并向议会负责。政府首腦往往由議會多數黨領袖擔任。但是，當多數黨的席次不過半數時，幾個少數黨也有可能通過建立同盟積聚過半議席從而獲得任命政府首腦的權力，此時的政府稱為聯合政府，內閣稱為聯合內閣。如果内阁的提案遭到议会拒绝或否决，必须集体辞职或解散议会，重新选举。
在很多國家，內閣或內閣內的任何成員都可以通過議會對其的不信任投票而被免職。此外，政府首腦也可以決定解散議會，重新舉行議會選舉，來換取議會的配合。有些國家的制度是經過向元首禮貌性報告後，由元首簽署命令。
有少數議會共和制國家（如南非、波札那、馬紹爾群島、諾魯）行政首長就是國家元首（一般即是總統），多半與其他議會制國家一樣，是由議會多數黨領袖擔任。不過任期固定，不會受議會影響。
議會民主制甚至可以被用於地方政府中：例如挪威首都奧斯陸的行政體系就是立法體系的一部分，美国、英国、德国、澳大利亚等國家的一些州、郡或邦政府也是採行議會制。
由於國體的不同，又可分為「议会制君主立憲制」及「议会共和制」。

## 歷史起源
現代意義上的議會民主制可追溯到18世紀的英国，雖然同一時期的瑞典也已經擁有類似的政治制度，但其影響力較小。
議會民主制的開始可被認為是在1714年，當時的英國理論上還是應由英国君主主持內閣，挑選閣員。但因當時的國王喬治一世來自神聖羅馬帝國的漢諾威選侯國，屬於德意志，母語為德語，英國內閣不流行歐洲貴族圈喜歡使用的拉丁語或法語，這使得無法流利地使用英國內閣中慣用之英語的國王，敕命財政部第一大臣、輝格黨黨魁沃波爵士代替自己主持內閣會議，逐漸就發展出英國首相一職。隨著英國國會的逐漸民主化和議會權力的增大，國會開始控制英國政府，並最終能夠決定君主必須任命誰來組建內閣。
議會民主制在歐洲大陸的傳播主要是在第一次世界大战之後，戰勝的國家英国和法国向戰敗國輸出自己的民主政治體系，例如德国的威瑪共和時期和奥地利就是在此時採用議會民主制至今。早在19世紀歐洲政治力量的活躍已經為這些國家的民主化和議會民主制做好準備。一次大戰後，這種民主化運動被視為是抵抗具有廣泛群眾基礎的極端政治勢力的手段之一，也因此議會民主制遭到极右政治勢力和許多群眾的抵制。

### 二次大戰後
歐洲的議會民主制真正成熟是在第二次世界大战之後，目前除了法国採用半总统制的政治體制（學理上稱為雙首長制）外，大多數西欧國家都採用議會民主制。1990年东欧社会主义国家改制後，則多傾向使用直選元首下的雙首長制，但總統的權力受到限制，總理的權力較大。
反觀总统制，由於總統的行政權力非常大，易形成獨裁統治。如中亚、非洲及拉丁美洲許多採取總統制的國家，長期出現強人專政的局面。

## 历史上实行议会制的主权国家
- 白俄羅斯人民共和國（1918年-1919年）
- 白俄羅斯（1991年-1994年）
- 加泰隆尼亞共和國（2017年）
- 中华民国（1913年-1914年、1916年-1923年、1924年、1926年-1927年）
- 捷克斯洛伐克第一共和国
- 捷克斯洛伐克第三共和国
- 法兰西第三共和国（1875年-1940年）
- 法兰西第四共和国（1946年-1958年）
- 匈牙利第二共和國（1946年-1949年）
- 大韩民国（1960年-1961年）
- （2010年-2021年）
- 立陶宛（1990年-1992年）
- 緬甸聯邦（1948年-1962年）
- 土耳其（1923年-2018年）
- 辛巴威（1980年-1987年）

## 优缺点

### 優點
1. 政府首長（首相／總理）由立法机构最大政黨的黨魁出任，以確保政府的政策在立法機構得到支持。
2. 政府全體內閣成員也是從議會議員中產生，內閣執政可避免議員逐漸與實際社會脫節。
3. 行政和立法機構有聯繫，可提高政府效率和避免政變發生。
4. 稱職的政府首長可以不限任期。
5. 雖然任期不限，但立法機構可隨時罷免不稱職的政府首長，不像总统制有不能在任期屆滿前使其下臺的缺點。
6. 单次選舉消耗之經費比总统制少。
7. 實行議會制的國家大部份成功。
8. 是解決三權分立行政及立法機關之間矛盾的其中一種方法（在議會制之下，行政机构的領導來自立法機關的多數派。行政、立法並不完全分離。現代一般認為，成功和穩定的自由民主政制不一定需要徹底的三權分立。事實上，除了政黨沒有嚴重衝突的美國以外，所有開始實行民主便使用總統制的國家，它們的首次民主嘗試都以失敗告終。相反議會制的成功率反而較高）

### 缺點
1. 二次大戰前，議會民主制在歐洲大陸遭遇到的挑戰是少數派政府所帶來的政治不穩定和極端政黨的上台。各政黨間的不合作導致「少數議會民主制」的產生，少數派政府往往導致政府遭到議會頻繁的不信任投票，引起政治危機。在一戰後的歐洲，此議會民主制初次嘗試失敗，極端勢力通過民主體制取得政權，卻可逃避「不信任投票」之民主制度制約，典型例子包括歐洲的獨裁者，德國的阿道夫·希特勒、意大利的贝尼托·墨索里尼、西班牙的弗朗西斯科·佛朗哥與葡萄牙的安東尼奧·德·奧利維拉·薩拉查也是议会制产生。
2. 在議會中反對黨佔多數時，必然导致政府改组、不信任动议倒台或议会提前解散的结果，不像總統制，總統任期固定，不會被轻易撤換，总理不一定完成任期。
3. 在實行兩院制的國家，若反對黨在其中一院控制多數（即較勁國會），容易引發憲政危機及政治僵局，如日本及澳大利亚。
4. 在議會中執政黨佔絕對多數時，反對黨很難制衡執政黨，並且反對黨或會因爲席次過少而被邊緣化，如新加坡。
5. 最大政黨的黨魁出任總理，長期執政下容易形成某政黨長期一黨獨大的局面。如新加坡及日本。
6. 多黨組成联合政府，会出现由非最大政黨的黨魁出任总理，在多黨联合执政下，总理权力及影響力較弱。
7. 容易形成政黨衝突。在多黨聯合政府中，只要其中一個主要政黨退出，政府便失去議會多数，導致被迫提前举行選舉，或改与另一政党组成联合政府。
8. 政治權力容易集中，造成行政權和立法權重叠。
9. 內閣是由議會多數黨組成，有可能造成同黨包庇，缺乏議會的監督功能。
10. 在多黨制的國家中，如果沒有政黨組成政黨聯盟的話，極有可能變成懸空國會。

## 與投票制度的關係
議會民主制本身並不一定會產生過多的小黨派和極端政黨，當議會民主制與比例代表制（Proportionate representation）的選舉計票方法結合時，容易產生較多小黨，導致小黨執政。在搭配比例代表制的制度下，一個黨派只要在全國獲得超過一定百分比（在很多國家是4-5%）的政黨選票，就可以進入議會，無論在個人選區中是否有本黨當選人。 而在單一選區制（Plurality rule or Winner-Take-All）下，一個候選人必須在一個地方選區獲得比其他候選人多的票才能進入議會。也就是說，一個有極端主張的政黨，在比例代表制制度下只要有一定的支持者就有可能進行議會，但是在純粹的單一選區制（不搭配比例代表）選舉下，由於極端黨派的選票被分散在各個地方選區（而且在任何一個地方選區極端政黨都很難拿到過半的選票獲得當選），極端政黨很難進入議會。例如實行純粹單一選區制的英國，極端民族主義黨派「英國國家黨」全國得票超過百分之五，但在國會卻毫無席位。而日本實行單一選區制加政黨比例代表制的兩票，所以沒有在全國任何地方選區贏得席次的日本共產黨，因為仍佔有一部份全國政黨得票而能分配席次。所以，選舉制度使用比例代表制還是純粹的單一選區制，是影響政府組成與表現的重要的因素。
議會制政府，實行單一選區制，容易導致國內政黨體系的兩黨制，造成內閣與政府首腦的兩黨輪流執政，以英國為其典型。實行比例代表制，容易造成政黨體系的多黨制，導致聯合內閣與聯合政府。

## 相似體制

### 西敏制
西敏制是一種特殊的議會民主制，源於英国，名字就取自英國議會的所在地伦敦威斯敏斯特宫。這種體系被廣泛用於前英國殖民地國家，並已經成為大多數英联邦國家採用的政治體制。在西敏制中，國家元首擁有較大的緊急權力，但受到慣例（而非法律）的制約而較少執行。其他形式的議會制，如德国與意大利的體制，跟西敏制有很大不同。

### 苏维埃制
苏维埃制是一种特殊的议会体制，其本质也是议会（苏维埃）至上，国家权力在议会（苏维埃），但實際上是由共產黨領導。

## 外部連結
- 崔之元：〈總統制，議會制及其他〉（页面存档备份，存于）（2009）